# Дворцовые крестьяне

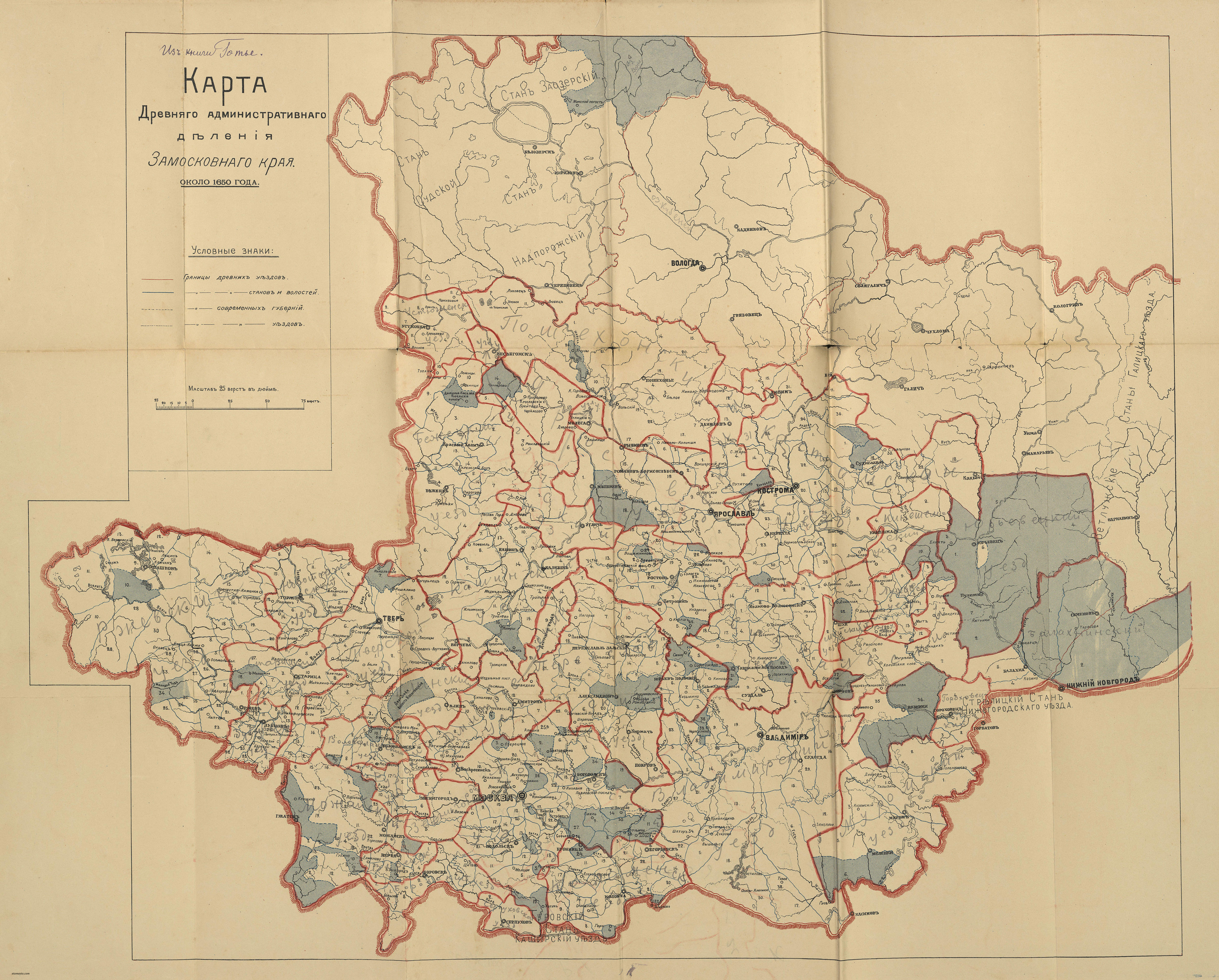
Карта-схема Замосковного края около 1650 года. Тёмным цветом отмечены «дворцовые земли»

Дворцо́вые крестья́не — феодально-зависимые крестьяне на Руси (в России), жившие на дворцовых землях, принадлежавших монарху (князю, великому князю, царю) и членам его фамилии (семьи).
Дворцовые крестьяне формально считались свободными. Как отмечает профессор Н.В. Дунаева в своей монографии "Удельные крестьяне как субъекты права" , законодательством Екатерины Второй дворцовые крестьяне формально были отнесены к состоянию "свободных сельских обывателей". Единицей прямого обложения дворцовых сел в Московском государстве была Дворцовая соха. Дворцовые крестьяне имели управителей, которые позже были заменены выборными должностями при переходе дворцовых селений в казенное ведомство. При Павле Петровиче из бывших дворцовых сел образованы удельные имения, и вместе с тем изданы были для них новые учреждения.

## История
Земли, населённые дворцовыми крестьянами, назывались дворцовыми. Дворцовое землевладение складывается в период феодальной раздробленности (XII—XV века). Основной обязанностью дворцовых крестьян было снабжение княжеского, великокняжеского (позже — царского) двора продовольствием.
В период образования и укрепления Русского централизованного государства (конец XV—XVI века) численность дворцовых крестьян увеличивается.
Для управления (ведомства) дворцовыми крестьянами, землями и иным царским имуществом, в первой половине XVI века был учреждён Дворцовый приказ или Приказ Большого Дворца, или Большой Дворец. В ведении Дворецкого приказа находились все дворцовые волости или царские волости с доходами от них, весь княжеский или царский двор со всеми постройками и придворными служителями. До отмены местничества, для управления и собирания доходов с государевых дворцовых волостей назначались дворецкие Новгородской, Тверской, Рязанской, Нижегородской земель, которые по статусу были ниже московского дворецкого.
По писцовым книгам XVI века дворцовые земли находились не менее чем в 32 уездах европейской части Русского государства. В XVI веке в связи с развитием поместной системы дворцовые крестьяне стали широко использоваться для вознаграждения служилого дворянства.
В XVII веке с ростом территории Русского государства, увеличивалось и число дворцовых крестьян. В 1700 году имелось около 100 тысяч дворов дворцовых крестьян. Одновременно происходила и раздача дворцовых крестьян. Особенно широкий размах раздача дворцовых крестьян приобрела в первые годы царствования Михаила Федоровича Романова (1613—1645 годы).
При Алексее Михайловиче (1645—1676 годы) было роздано около 14 тысяч дворов, при Фёдоре Алексеевиче (1676—1682 годы) — свыше 6 тысяч дворов. В первые годы правления Петра I (1682—99) было роздано около 24,5 тысяч дворов дворцовых крестьян. Большая часть их попадала в руки царских родственников, фаворитов и приближённых ко двору.
В XVIII веке, как и раньше, пополнение дворцовых крестьян и земель шло главным образом за счёт конфискации земель у опальных владельцев и населения завоёванных земель (в Прибалтике, на Юге России (Украине, Белоруссии)).
Уже с конца XV века дворцовыми крестьянами и землями управляли различные специальные дворцовые учреждения. В 1724 году дворцовые крестьяне перешли в ведение Главной дворцовой канцелярии, которая была центральным административно-хозяйственным органом по управлению дворцовыми крестьянами и высшей судебной инстанцией по гражданским делам. Дворцовые волости на местах до начала XVIII века управлялись приказчиками, а потом — управителями. В дворцовых волостях существовало местное самоуправление. В конце XV — начале XVIII веков дворцовые крестьяне платили натуральный или денежный оброк или то и другое одновременно, поставляли хлеб, мясо, яйца, рыбу, мёд и прочее, выполняли различные дворцовые работы и поставляли на своих подводах ко двору продовольствие, дрова и так далее.
С начала XVIII века всё большее значение начинала приобретать денежная рента, в связи с этим в 1753 году большая часть дворцовых крестьян была освобождена от барщинных и натуральных повинностей и переведена на денежный оброк. В XVIII веке экономическое положение дворцовых крестьян было несколько лучше по сравнению с частновладельческими крестьянами, их повинности были легче, они пользовались большей свободой в своей хозяйственной деятельности. Как отмечает профессор Н. Дунаева, дворцовая администрация не продавала дворцовых крестьян ни с землёй, ни без нее, не дробила их семьи, они могли жаловаться (в отличие от помещичьих крестьян (Н. Дунаева "Удельные крестьяне как субъекты права"). После оформления крепостного права дворцовые земли стали неотчуждаемыми, то есть, не могли продаваться или отчуждаться иным образом, но из них производились довольно значительные пожалования. Среди дворцовых крестьян в XVIII веке отчётливо выделяются богатые крестьяне, торговцы, ростовщики и другие. По реформе 1797 года дворцовые крестьяне были преобразованы в удельных крестьян.